# Abdelmounaim Boutouil
Abdelmounaim Boutouil (en arabe : عبد المنعم بوطويل), né le 9 janvier 1998 à Benslimane au Maroc, est un footballeur international marocain évoluant au poste de défenseur central au Wydad AC.

## Biographie

### En club
Abdelmounaim Boutouil, natif de Benslimane au Maroc, est issu du centre de formation des FAR de Rabat.
En février 2020, il s'engage pour trois ans à l'Union Saint-Gilloise. Le 6 mars 2020, il commence son premier match en tant que titulaire face au Royal Antwerp.
Le 5 novembre 2020, il est prêté pour une saison dans le club promu en D1 marocaine, le SCCM de Mohammédia.
Le 31 janvier 2022, Abdelmounaim Boutouil s'engage avec le Raja Club Athletic en prêt jusqu'à la fin de la saison 2021-2022 avec option d'achat,.

### Carrière internationale
En sélection internationale, il est régulièrement appelé par les entraîneurs Mark Wotte et Patrice Beaumelle en équipe du Maroc olympique au milieu des années 2018 et 2019.
Mi-janvier 2021, il figure sur la liste définitive de l'équipe du Maroc A' pour prendre part au championnat d'Afrique, sous les commandes de l'entraîneur Houcine Ammouta. Abdelmounaim Boutouil joue la totalité des matchs de la CHAN 2021 et forme une charnière défensive en duo avec Soufiane Bouftini. Il finit par remporter la compétition internationale après une victoire face à l'équipe du Mali A' sur une victoire de 2-0.

## Palmarès
Mamelodi Sundowns
- Championnat d'Afrique du Sud
  - Champion : 2023, 2024
- Ligue africaine de football
  - Champion : 2023
- Coupe d'Afrique du Sud
  - Finaliste : 2024

### En sélection
Maroc A'
- Championnat d'Afrique des nations (CHAN)
  - Vainqueur : 2021

### Distinction personnelle
- Dans l'équipe type du Championnat d'Afrique des nations (CHAN) 2020